# Maurice Konan Kouassi
Maurice Konan Kouassi (ur. 1938 w Adjékro) – iworyjski duchowny rzymskokatolicki, w latach 2005-2018 biskup Daloa.